# Genophantis iodora
Genophantis iodora är en fjärilsart som beskrevs av Edward Meyrick 1888. Genophantis iodora ingår i släktet Genophantis och familjen mott. Inga underarter finns listade i Catalogue of Life.